# Opilió
Els opilions o falàngids (Opiliones) són un ordre d'animals artròpodes (Arthropoda), de la classe dels aràcnids (Arachnida). El 2015 se'n coneixien unes 6.500 espècies, dividides en quatre subordres:
1. Cyphophthalmi (Simon, 1879).
2. Eupnoi (Hansen & Sørensen, 1904).
3. Dyspnoi (Hansen & Sørensen, 1904)
4. Laniatores (Thorell, 1876).

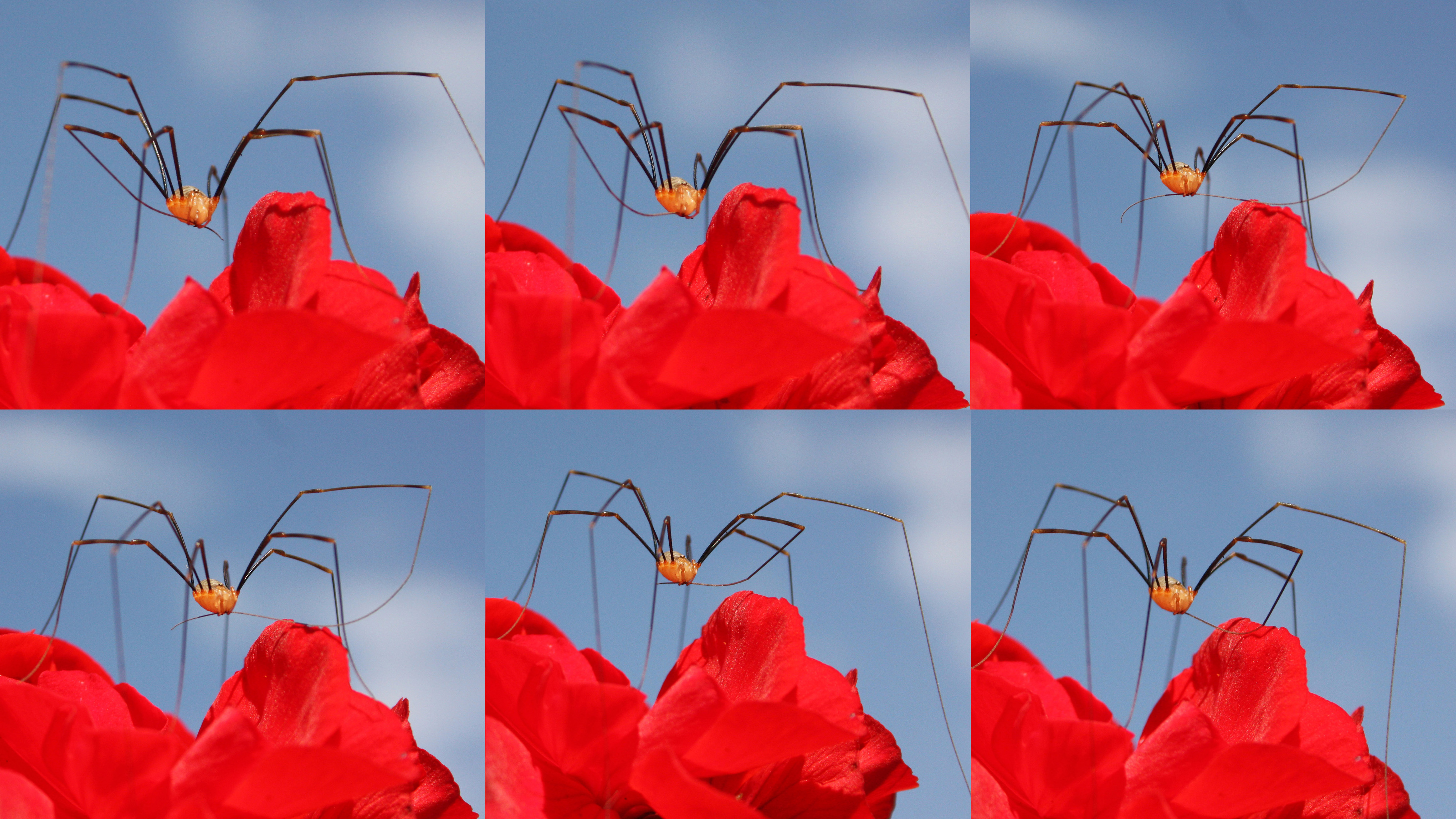
Un opilió canestrinii neteja les seves extremitats amb la boca.

Malgrat la seva semblança externa, no s'han de confondre amb els fòlcids, que són aràcnids de l'ordre Araneae i, per tant, aranyes en un sentit estricte. De fet, els opilions estan més relacionats amb els escorpins que amb les aranyes.
Tenen dos ulls i el segon parell d'extremitats (comptant des de la cara del darrere) són més llargues que les altres. Es coneixen per les seves extremitats ambulatòries extremadament llargues, que arriben als 10 cm en un cos de només 2 cm, tot i que moltes espècies tropicals d'opilions les tenen més aviat curtes. Destaca també el fet que el prosoma i l'opistosoma estan units formant un cos únic a diferència de les aranyes, per exemple, on es poden observar clarament les dues seccions.
Generalment són detritívors i carronyaires i són dels pocs aràcnids que poden ingerir partícules sòlides. Posseeixen glàndules secretores de substàncies riques en fenols, per foragitar els possibles depredadors.
Hi ha una creença equivocada que diu que els opilions són els animals més verinosos del món. No només no són verinosos sinó que tenen la boca tan menuda que la seua mossegada seria inefectiva amb la pell humana.